# M.A.G.U.S. (kártyajáték)
A M.A.G.U.S. kártyajáték avagy a Kiválasztottak egy magyar nyelvű, Magyarországon forgalmazott, úgynevezett gyűjtögetős kártyajáték, amit 1997-ben alkottak meg. Körülbelül 800-1000 játékos játszik otthon barátilag vagy versenyszerűen. A játékot általában két, de alternatív játékmódokban több játékos játszhatja nyomtatott lapokból készült paklikkal. Internetes verziója jelenleg nem létezik a játéknak. Alaptémája fantasy, ezen belül is a M.A.G.U.S. Ynev nevű kontinensének világa. A játékban minden játékos egy varázslót irányít, a „Kiválasztottat”. A harc az egyeduralomért folyik. A játék célja Kalandozók irányításával a játék megnyerése, a másik Kiválasztott legyőzése.

## Története
A világot Novák Csanád és Gáspár András (Wayne Chapman) alkották meg, először regény formájában. Csanád később Nyulászi Zsolt segítségével egy nagy sikerű szerepjátékot is tervezett ezen a néven (M.A.G.U.S.), amit azóta is több ezren ismernek és játszanak az országban. A kártyajáték Massár Mátyás gondolatai alapján készült, a Valhalla Páholy kiadásával. A játék Kornya Zsolt szerkesztő közbenjárásával a nagy sikerű Rúna Magazin szerepjátékos újság, és a Rúna Tábor szerepjátékos táborban történő promotálással tett szert népszerűségre.
Ezután a játék egyre növekvő, főként középiskolás korú diákok körében elterjedt népszerűségének köszönhetően több verseny került megrendezésre. Ismeretlen okok miatt 2002-ben a Valhalla Páholy csődöt jelentett be annak ellenére hogy kártya forgalma nagy volt, és nem jelentetett meg több kiegészítőt. Ezt követően 2 év "holt időszak" következett be a játék történelmében. Rengeteg ember hagyta abba, fordult el a játéktól új tartalom hiányában, és a megmaradó játékosok is megsínylették a csődöt. A fanatikusabb játékosok nem hivatalos lapokkal próbálták életben tartani a játékot, mígnem 2004-ben befektetők talpra állították, és azóta is fejlesztik a játékot.

## Típusok
A játékban a kártyáknak nyolc típusa ismert:
- Kalandozó, egy kártya, amit kijátszva embereket, vagy egyéb intelligens humanoid teremtményeket állíthatunk irányításunk alá. Harcolnak, támadják az ellenséges Kalandozókat, ostromolnak, küldetést oldanak meg, vagy védik a játékost az ellenfél lényeinek manővereitől. A kalandozóknak van alapszintje, fizikuma, asztrálja, mentálja, képzettségei, kasztja és jelleme.
- Akciólap, egy kártya, amit Kalandozó használ. Önmagában kevés Kalandozó képes cselekedni, harcolni. Ilyen manőverekhez Akciólap szükséges, ami lehet felszerelés, közelharci támadás, távtámadás, varázslat, hatalomszó, pszi, cselezés. Ezeknek a kártyáknak a segítségével képes a kalandozónk megvédeni magát, halálos sebet ejteni az ellenség lényein, vagy erős felszereléseket viselni, vagy sok egyéb hatást elérni.
- Akadálylap, egy kártya, ami a Kalandozók cselekedeteit hivatott akadályozni. Két altípusa van: Csapda, és Bestia. Kíméletlen csapdák, démoni lények, állatok, élőhalott szolgák, akik a legmegfelelőbb alkalomra várnak, hogy lecsaphassanak kalandozóinkra, ellehetetlenítve ezzel a játékhoz szükséges manőverek végrehajtását.
- Toronyszint, egy kártya, ami a varázsló tornyát alkotja. A toronynak kezdetekben 3 szintje van. Amelyik játékos elveszíti összes toronyszintjét, azonnal elveszítette a játékot. Kalandozók képesek a toronyszinteket leostromolni és megvédeni az ellenséges játékostól, ezzel hozzásegítve a játékost a győzelemhez.
- Küldetés, egy kártya, amit kijátszva egy helyszínt kapunk, ahová a Kalandozónk elmehet Diadal-Pontokat szerezni, ha képes teljesíteni a feltételeket. Ha a játékos összegyűjt 11 Diadal-pontot, a forduló végén megnyeri a játékot.
- Eseménylap, egy kártya, amit kijátszva egyedi hatást érhetünk el. Akadályozhatja az ellenfelet a győzelemben, vagy kijátszóját juttatja előnyökhöz. Számos fajtája van, könnyen keresztülhúzhatja az ellenfél számításait. Ha megfelelő helyzetekben idézzük le őket, váratlan fordulatot okozhatunk velük a játékban.
- Építmény, egy kártya, amit akkor idézhetünk le, ha teljesítjük az építési feltételt. Előnyökhöz juttatja a játékost képességeivel, és Diadal-pontot ad.
- Szövetséges, egy kártya, amit akkor idézhetünk le, ha teljesítjük a szövetségi feltételt. Rendkívüli előnyökhöz juttatja a játékost, aki maga mellé állította. Ritka kártyák, és egy-egy pakliba nélkülözhetetlenek.